# Île de France (vonat)

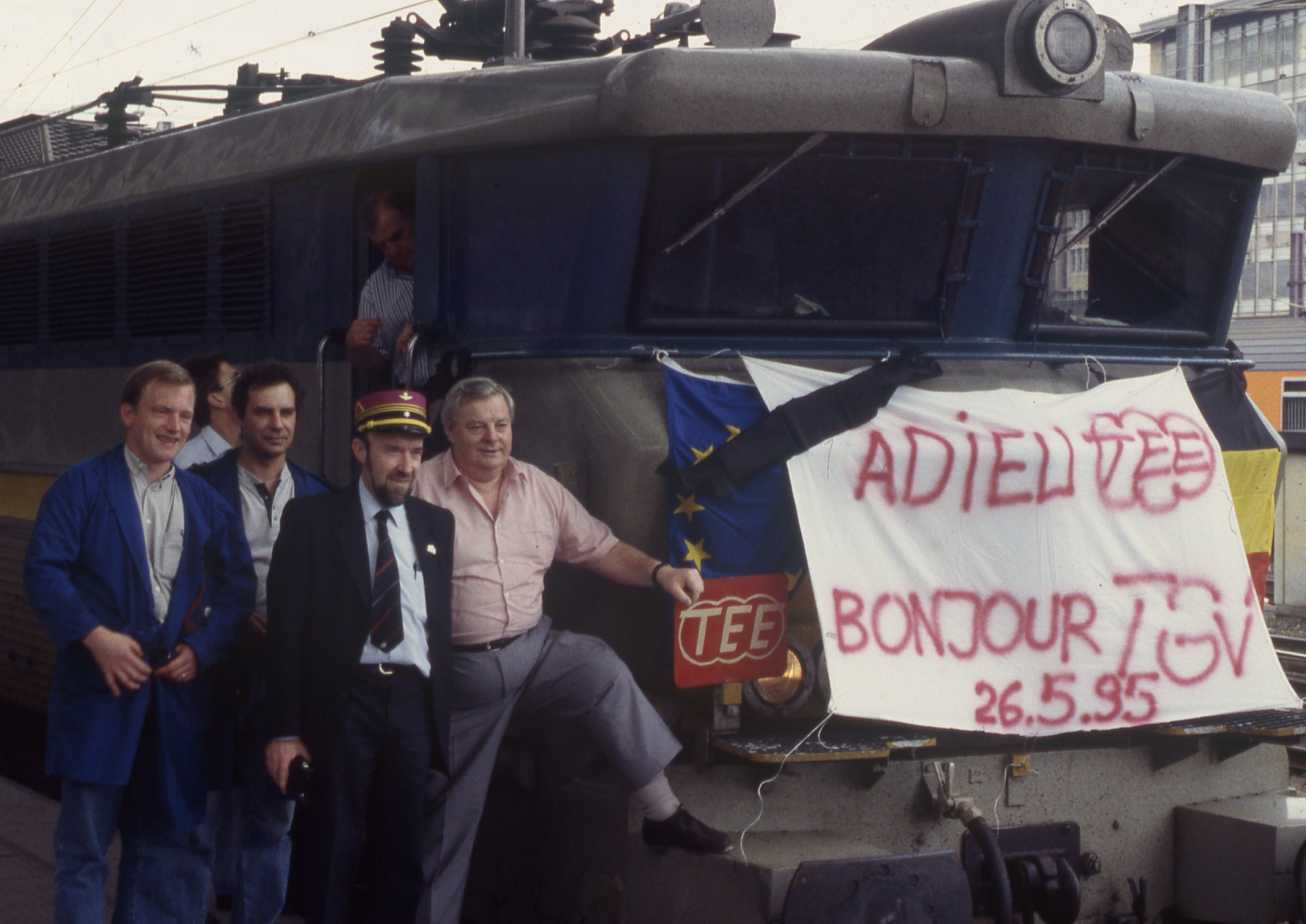
Nem hivatalos búcsúztatása a járatnak Brüsszelben

Az Île de France egy vasúti járat volt, mely a francia fővárost, Párizst kötötte össze a holland fővárossal, Amszterdammal a belga fővároson, Brüsszelen keresztül. Megszűnése után helyét név nélküli nagysebességű Thalys járatok vették át.
Nevét az azonos nevű francia régióról kapta.

## Története
Az Île de France 1957. június 2. indulásakor mint Trans-Europ-Express (TEE) járat közlekedett 1987-ig, majd 1987 és 1993 között mint EuroCity, 1993 és az 1995-ös megszűnéséig ismét mint Trans-Europ-Express (TEE) közlekedett. Sorsát a Franciaországban, Belgiumban és később Hollandiában kiépült nagysebességű vasútvonalak pecsételték meg, mert megnyitásuk után a Thalys motorvonatok már óránként kapcsolták össze a fővárosokat jóval nagyobb sebességgel.

## Járművek
Az SNCF kezdetben az RGP-825-ös sorozatú dízelmotorvonatokat használta az új TEE-szolgáltatáshoz. Eközben a franciák megkezdték a mozdonyvontatású TEE kocsik és a többáramrendszerű villamos mozdonyok fejlesztését. A svájciak 1961-ben elsőként vezették be a négyáramrendszerű TEE motorvonatokat; a franciák 1964-ben mutatták be az SNCF CC 40100 sorozatú motorvonataikat. 1964. május 31-én az Île de France volt az első mozdonyvontatású TEE, amely a speciálisan gyártott Inox-PBA kocsikat használta. 1964. augusztus 2-án a PBA-vonalon közlekedő összes TEE-járat az SNCF és az NMBS által üzemeltetett Inox-PBA járműveket kapta meg. Ez a járműállomány a Párizs-Brüsszel nagysebességű vasútvonal 1995-ös megnyitásáig használatban maradt. Azonban 1983 és 1987 között néhány módosításra került sor, amikor a kocsik egy részét felújították és lefokozták 2. osztályúvá, és az ablakok fölött piros (TEE) sáv helyett zöld sávot kaptak.

## Menetrend
| TEE 86 | Ország        | Állomás        | Km  | TEE 81 |
| ------ | ------------- | -------------- | --- | ------ |
| 18:02  | Hollandia     | Amsterdam CS   | 0   | 12:28  |
| 18:40  | Hollandia     | Den Haag HS    | 63  | 11:46  |
| 18:56  | Hollandia     | Rotterdam CS   | 86  | 11:29  |
| 19:33  | Hollandia     | Roosendaal     | 144 | 10:50  |
| 19:57  | Belgium       | Antwerpen Oost | 183 | 10:25  |
| 20:26  | Belgium       | Brussel Noord  | 227 | 09:55  |
| 20:32  | Belgium       | Brussel Zuid   | 233 | 09:43  |
| **:**  | Belgium       | Mons           | 288 | **:**  |
| **:**  | Franciaország | St Quentin     | 389 | **:**  |
| 23:04  | Franciaország | Paris Nord     | 543 | 07:23  |